# Liste von Brücken in Lübeck
- Karte mit allen Koordinaten:
- OSM |
- WikiMap

Dies ist eine Liste von Brücken in Lübeck, von denen es städtischen Angaben zufolge insgesamt 210 Bauten auf dem Gebiet der Stadt Lübeck gibt. Davon aufgeführt werden jene gegenwärtig existierenden, die einen amtlich festgelegten Namen oder eine eindeutige Bauwerksnummer tragen, eine etablierte, allgemein geläufige Bezeichnung aufweisen oder eine besondere verkehrstechnische oder historische Bedeutung besitzen.
| Bezeichnung                                                        | Bauwerksnummer / Lage | Fertigstellungsjahr                                       | Beschreibung | Vorgängerbauten | Abbildung |
| ------------------------------------------------------------------ | --- | --------------------------------------------------------- | --- | --- | --------- |
| Autobahnbrücke A 1 / Geh- u. Radweg u. Tremser Teich (BW 68)/      | 2030502 (Keine städtische Lübecker Brücke, sondern als Bundesautobahnbrücke vom Bund errichtet und unterhalten) 53° 54′ 12″ N, 10° 41′ 2″ O  | 1973 (2017 mit neuem Überbau versehen)                    | Überführung der Bundesautobahn 1 über die Clever Au und den am Südufer des Baches verlaufenden Fußweg. | 1937: Erstbau |           |
| Autobahnbrücke A 1 / Gem.Str. "Sibeliusstr." (BW 64)/              | 2129513 (Keine städtische Lübecker Brücke, sondern als Bundesautobahnbrücke vom Bund errichtet und unterhalten) 53° 52′ 23″ N, 10° 38′ 52″ O | 1969                                                      | Überführung der Bundesautobahn 1 über die Sibeliusstraße. | 1937: Erstbau Die Ursprungsbrücke wurde für den Neubau von 1969 nicht vollständig beseitigt. Teile der Widerlager von 1937 wurden in das neue Bauwerk integriert und sind an den Wänden der Unterführung erkennbar. |           |
| Autobahnbrücke A 1 / Gemeindeweg (BW 62)/                          | 2129511 (Keine städtische Lübecker Brücke, sondern als Bundesautobahnbrücke vom Bund errichtet und unterhalten) 53° 52′ 5″ N, 10° 38′ 9″ O   | 1972                                                      | Überführung der Bundesautobahn 1 über die Straße Lübschenfeld. | 1937: Erstbau Die Ursprungsbrücke wurde für den Neubau von 1972 nicht vollständig beseitigt. Teile der Widerlager von 1937 wurden in das neue Bauwerk integriert und sind an den Wänden der Unterführung erkennbar. Die Unterführung ist durch eine durchgehende Wand in zwei Hälften geteilt; durch den breiteren östlichen Durchlass führte ursprünglich der Bahndamm der Lübeck-Segeberger Eisenbahn. Nachdem die Bahnstrecke 1967 stillgelegt und abgebaut worden war, wurde ihr Teil der Unterführung ebenfalls für den Fußgänger- und Fahrzeugverkehr freigegeben. Die Zweiteilung hat bis zum heutigen Tag Bestand. |           |
| Autobahnbrücke A 1 / K 5 [HL] "Schönböckener Str." (BW 63)/        | 2129512 (Keine städtische Lübecker Brücke, sondern als Bundesautobahnbrücke vom Bund errichtet und unterhalten) 53° 52′ 10″ N, 10° 38′ 19″ O | 1973                                                      | Überführung der Bundesautobahn 1 über die Schönböckener Straße. | 1937: Erstbau Die Ursprungsbrücke wurde für den Neubau von 1973 nicht vollständig beseitigt. Teile der Widerlager von 1937 wurden in das neue Bauwerk integriert und sind an den Wänden der Unterführung erkennbar. |           |
| Autobahnbrücke A 1 / K 26 [HL] "Stockelsdorfer Str." (BW 2)/       | 2129500 (Keine städtische Lübecker Brücke, sondern als Bundesautobahnbrücke vom Bund errichtet und unterhalten) 53° 52′ 52″ N, 10° 39′ 46″ O | 1986                                                      | Überführung der Bundesautobahn 1 über die Stockelsdorfer Straße im Rahmen der Anschlussstelle Lübeck-Zentrum. | 1937: Erstbau |           |
| Autobahnbrücke A 1 / L 332 (BW 65)/                                | 2129504 (Keine städtische Lübecker Brücke, sondern als Bundesautobahnbrücke vom Bund errichtet und unterhalten) 53° 52′ 45″ N, 10° 39′ 37″ O | 1988                                                      | Überführung der Bundesautobahn 1 über die Krempelsdorfer Allee. An der Nordostseite befindet sich das Keramikrelief eines Hanseschiffes, ein Werk von Ludwig Kunstmann. Es war ursprünglich an der Südwestseite der ersten Brücke von 1937 angebracht; als die Verbreiterung der Autobahn in den 1980er Jahren eine neue Brücke erforderlich machte, wurde das Relief abgenommen und später in den Neubau integriert. | 1937: Erstbau |           |
| Autobahnbrücke A 20 / Trave (BW 1.08) "Travequerung"/              | 2129539 (Keine städtische Lübecker Brücke, sondern als Bundesautobahnbrücke vom Bund errichtet und unterhalten) 53° 50′ 26″ N, 10° 36′ 32″ O | 2001                                                      | Überführung der Bundesautobahn 20 über die Trave. | |           |
| Autobahnbrücke A 226 / Gem.Str. "Herrenmoorweg" (BW 05)/           | 2030526 (Keine städtische Lübecker Brücke, sondern als Bundesautobahnbrücke vom Bund errichtet und unterhalten) 53° 54′ 37″ N, 10° 46′ 13″ O | 1966                                                      | Überführung der Bundesautobahn 226 über die Straße Zum Herrenmoor. | |           |
| Bahnhofsbrücke                                                     | BW 047 53° 52′ 7″ N, 10° 40′ 20″ O | 2024                                                      | Überführung der Fackenburger Allee über die Gleisanlagen des Lübecker Hauptbahnhofs. | Der 1907 errichtete Vorgängerbau wurde 2021/2022 abgebrochen. |           |
| Bahnwegbrücke                                                      | BW 183 53° 52′ 25″ N, 10° 40′ 41″ O | 1994                                                      | Fußwegüberführung des Bahnwegs über die Gleise der Vogelfluglinie und der Hafenbahn | |           |
| Brücke Gut Mönkhof                                                 | BW 122 53° 49′ 41″ N, 10° 41′ 51″ O | 2022                                                      | Überführung des Mönkhofer Wegs über den Landgraben zum Gut Mönkhof; einzige Zufahrt zum Gelände des Stadtguts. | Die 1941 errichtete Vorgängerbrücke wurde 2021 abgebrochen. |           |
| Brücke Roter Löwe                                                  | BW 049 53° 51′ 1″ N, 10° 39′ 21″ O | 2008                                                      | Überführung der Moislinger Allee über die Bahnstrecken Lübeck-Hamburg, Lübeck-Lüneburg und Lübeck-Bad Kleinen | 1905: Erstbau Die 1905 errichtete erste Brücke Roter Löwe |           |
| Burgtorbrücke                                                      | BW 006 53° 52′ 29″ N, 10° 41′ 30″ O | 1898                                                      | Überführung über den Elbe-Lübeck-Kanal als Verbindung zwischen Burgtor und Gustav-Radbruch-Platz. | |           |
| Büssauer Brücke                                                    | BW 062 53° 50′ 12″ N, 10° 37′ 45″ O | 1965                                                      | Überführung des Oberbüssauer Wegs über die Bahnstrecke Lübeck-Hamburg | |           |
| Dänischburger Brücke                                               | BW 058 53° 54′ 38″ N, 10° 45′ 27″ O | 1962                                                      | Überführung des östlichen Segments der Straße Luisenhof über das Hafenbahngleis zum Seelandkai und den Hafenanlagen der Lehmann-Gruppe. | |           |
| Dankwartsbrücke                                                    | BW 032 53° 51′ 46″ N, 10° 40′ 47″ O | 1994                                                      | Fußgängerbrücke über die Trave gegenüber der namengebenden Dankwartsgrube. | 1632: Erstbau 1721: Neubau, im Herbst 1813 von der französischen Besatzungsmacht verbrannt 1814: Neubau 1880: Neubau |           |
| Drehbrücke                                                         | BW 003 53° 52′ 21″ N, 10° 40′ 57″ O | 1892                                                      | Überführung der Willy-Brandt-Allee zur Untertrave über die Trave. | |           |
| Durchlass Brandenmühle                                             | BW 197 53° 49′ 46″ N, 10° 37′ 19″ O | 2025                                                      | Überführung des Oberbüssauer Wegs über den Überlauf des Mühlenteichs der Brandenmühle. | Nach der Fertigstellung des Neubaus der unmittelbar benachbarten Straßenbrücke Brandenmühle wurde der ebenfalls irreparabel schadhafte 1976 errichtete Durchlass vom 31. März bis zum 6. Juni 2025 auch durch ein neues Bauwerk ersetzt. Der Vorgängerdurchlass von 1976 |           |
| Eisenbahnbrücke Genin-Nord                                         | (Keine Bauwerksnummer, da keine städtische Lübecker Brücke, sondern in Besitz der Deutschen Bahn) 53° 50′ 43″ N, 10° 39′ 23″ O               | 1898 (mehrfach erweitert)                                 | Überführung der Bahnstrecken Lübeck-Hamburg, Lübeck-Lüneburg und Lübeck-Bad Kleinen über die Trave. | 1863: Erstbau |           |
| Eisenbahnbrücke Genin-Süd                                          | (Keine Bauwerksnummer, da keine städtische Lübecker Brücke, sondern in Besitz der Deutschen Bahn) 53° 50′ 18″ N, 10° 38′ 38″ O               | 1863 (1896 verlängert)                                    | Überführung der Bahnstrecke Lübeck–Hamburg über den Elbe-Lübeck-Kanal. Der in Ziegelbauweise errichtete östliche Teil entstand 1863, um die Bahnstrecke über den alten Stecknitzkanal zu führen, der unter dem großen Mittelbogen hindurchfloss. Beim Bau des Elbe-Lübeck-Kanals wurde die Brücke um einen stählernen Westteil verlängert, unter dem der neue Wasserweg fortan hindurchfloss, während das Bett des Stecknitzkanals aufgefüllt wurde. | |           |
| Eisenbahnbrücke über die Kronsforder Allee                         | (Keine Bauwerksnummer, da keine städtische Lübecker Brücke, sondern in Besitz der Deutschen Bahn) 53° 50′ 27″ N, 10° 40′ 38″ O               | 1904                                                      | Überführung der Bahnstrecke Lübeck–Lüneburg über die Kronsforder Allee | |           |
| Eisenbahnbrücke über die Schwartau                                 | (Keine Bauwerksnummer, da keine städtische Lübecker Brücke, sondern in Besitz der Deutschen Bahn) 53° 54′ 32″ N, 10° 42′ 51″ O               | 2009                                                      | Überführung der Bahnstrecke Lübeck–Travemünde über die Schwartau kurz vor der Einmündung in die Trave | |           |
| Eisenbahnbrücke über die Wakenitz                                  | (Keine Bauwerksnummer, da keine städtische Lübecker Brücke, sondern in Besitz der Deutschen Bahn) 53° 50′ 29″ N, 10° 43′ 25″ O               | 1936                                                      | Überführung der Bahnstrecken Lübeck-Bad Kleinen und Lübeck–Lübeck-Schlutup über die Wakenitz | 1870: Erstbau 1908: Neubau |           |
| Eisenbahnbrücke über die Warthestraße                              | (Keine Bauwerksnummer, da keine städtische Lübecker Brücke, sondern in Besitz der Deutschen Bahn) 53° 53′ 55″ N, 10° 41′ 34″ O               | 1985                                                      | Überführung der Bahnstrecke Lübeck–Puttgarden über die Warthestraße | |           |
| Eisenbahnbrücke über die Weichselstraße                            | (Keine Bauwerksnummer, da keine städtische Lübecker Brücke, sondern in Besitz der Deutschen Bahn) 53° 53′ 47″ N, 10° 41′ 31″ O               | 1984                                                      | Überführung der Bahnstrecke Lübeck–Puttgarden über die Weichselstraße | |           |
| Elbe-Lübeck-Kanal-Brücke (A 20 / Elbe-Lübeck-Kanal (BW 1.10)/)     | 2129542 (Keine städtische Lübecker Brücke, sondern als Bundesautobahnbrücke vom Bund errichtet und unterhalten) 53° 49′ 53″ N, 10° 38′ 28″ O | 2000                                                      | Überführung der Bundesautobahn 20 über den Elbe-Lübeck-Kanal | |           |
| Eric-Warburg-Brücke                                                | BW 217 53° 53′ 2″ N, 10° 41′ 32″ O | 2008                                                      | | |           |
| Eutiner Eisenbahnbrücke                                            | BW 029 53° 52′ 22″ N, 10° 40′ 43″ O | 1927                                                      | Ursprünglich als Drehbrücke für die Eutin-Lübecker Eisenbahn errichtet; die Brücke ist mittlerweile in den Widerlagern fixiert und kann nicht mehr geschwenkt werden. Sie dient nicht mehr dem Eisenbahnverkehr, sondern wird von Fußgängern und Radfahrern genutzt. | |           |
| Fußgängerbrücke bei Grönau                                         | BW 157 53° 48′ 36″ N, 10° 45′ 32″ O | 1983                                                      | Überführung des Drägerwegs über den Bach Grönau kurz vor der Einmündung in die Wakenitz | |           |
| Fußgängerbrücke Blankensee                                         | BW 125 53° 47′ 45″ N, 10° 43′ 5″ O | 1980                                                      | Überführung des Fußwegs von Blankensee zur Tüschenbeker Mühle über einen namenlosen Bach, der die Grenze zwischen Lübeck und dem Kreis Herzogtum Lauenburg bildet. Die 1980 errichtete Holzbrücke hatte sich bei der jährlichen Brückenprüfung als irreparabel schadhaft herausgestellt. Vom 27. Januar bis zum 28. Februar 2025 wurde sie daher beseitigt und durch eine auf Stahlbeton-Widerlagern liegende Stahlkonstruktion mit Holzbohlenbelag ersetzt. | 1980: Vorgängerbau Die Anfang 2025 beseitigte Vorgängerbrücke von 1980 |           |
| Fußgängerbrücke Buntekuh (Kamelbrücke)                             | BW 105 53° 51′ 33″ N, 10° 39′ 18″ O | 1993                                                      | Verbindung zwischen der Fregattenstraße im Stadtteil Buntekuh und dem Teutonenweg im Stadtteil St. Lorenz Süd über die Gleisanlagen des Rangierbahnhofs Lübeck. Wegen ihrer durch den gebuckelten Scheitelpunkt an einen Kamelhöcker erinnernden Gestalt ist sie nahezu ausschließlich als Kamelbrücke bekannt. | 1905: Erstbau Die 1905 errichtete erste Buntekuhbrücke |           |
| Fußgängerbrücke Finkenberg                                         | BW 056 53° 51′ 7″ N, 10° 40′ 15″ O | 1984                                                      | Überführung des Stormarnwegs über einen gleich anschließend in die Trave einmündenden Wassergraben. | |           |
| Fußgängerbrücke Groß Steinrade                                     | BW 104 53° 52′ 41″ N, 10° 37′ 28″ O | 1978                                                      | Überführung des Fußwegs von Groß Steinrade zur Siedlung Dornbreite über den Landgraben. Am 31. Juli 2023 wurde die Brücke gesperrt und der Bohlenbelag entfernt, da sich bei einer Routinekontrolle herausgestellt hatte, dass das Holz gefährlich morsch war. Ob und wann eine Wiederherstellung oder Erneuerung der Brücke erfolgt, steht insbesondere aufgrund unklarer Eigentumsverhältnisse noch nicht fest. | |           |
| Fußgängerbrücke Hohenstern                                         | BW 134 53° 55′ 32″ N, 10° 49′ 12″ O | 1976                                                      | Fußgängerüberführung vom Haltepunkt Kücknitz zum Südende der Straße Hohenstern über die Hafenbahnstecke zum Skandinavienkai. | |           |
| Fußgängerbrücke Kaisertor                                          | BW 057 53° 51′ 29″ N, 10° 41′ 17″ O | 1928                                                      | Der als nachträglicher Anbau zum Kaisertor hinzugefügte Fußgängerweg über die Tordurchfahrt an der Nordseite ist als eigenes Brückenbauwerk ausgewiesen. | |           |
| Fußgängerbrücke Karpfenbruch                                       | BW 260 53° 53′ 41″ N, 10° 40′ 28″ O | [?]                                                       | Fußwegüberführung über den Karpfenbruchgraben | |           |
| Fußgängerbrücke Mühlenbach                                         | BW 259 53° 54′ 11″ N, 10° 41′ 4″ O | [?]                                                       | Fußwegüberführung die gleich anschließend in den Tremser Teich mündende Clever Au. Die Benennung der Brücke beruht auf einem Irrtum: Der Mühlenbach ist der Wasserlauf, über den sich der Tremser Teich in die Trave entleert. | |           |
| Fußgängerbrücke Niendorf                                           | BW 139 53° 50′ 5″ N, 10° 36′ 23″ O | 2019                                                      | Überführung des Wanderwegs Hanseatenweg über den Bach Schäfergraben. | 1960: Erstbau |           |
| Fußgängerbrücke Roggenhorst                                        | BW 190 53° 51′ 16″ N, 10° 35′ 31″ O | 1997                                                      | Überführung des Fußwegs von Roggenhorst nach Hamberge-Hohenleuchte über den Landgraben. Der 1892 angelegte Weg wom Dorf Roggenhorst nach Hohenleuchte wurde Mitte der 1930er durch die Entfernung der Brücke über den Landgraben unterbrochen und verschwand in der Folgezeit wieder unter landwirtschaftlich genutzten Flächen und Gehölzen. Erst 1993 wurde eine Wiederherstellung der Verbindung beschlossen. 1997 entstand die erforderliche Brücke, die Herstellung der Weganbindung auf Stormarner Seite verzögerte sich jedoch aufgrund von schwierigen Grundstücksverhandlungen. Am 18. Juli 2000 schließlich wurde der wiederhergestellte Weg eingeweiht. | 1892: Erstbau |           |
| Fußgängerbrücke Stadtpark Ost                                      | BW 091 53° 52′ 41″ N, 10° 42′ 16″ O | 1956                                                      | Fußwegbrücke im Stadtpark | 1899: Erstbau |           |
| Fußgängerbrücke Stadtpark West                                     | BW 048 53° 52′ 41″ N, 10° 42′ 13″ O | 1956                                                      | Fußwegbrücke im Stadtpark | 1899: Erstbau |           |
| Fußgängerbrücke Zweite Ochsenkoppel                                | BW 118 53° 52′ 48″ N, 10° 43′ 0″ O | 1962                                                      | Überführung des von der Straße Zweite Ochsenkoppel ins Lauerholz führenden Fußwegs über den Bach Medebek. | |           |
| Fußwegbrücke über die Schwartau                                    | BW 034 53° 54′ 32″ N, 10° 42′ 51″ O | 1922                                                      | Überführung des Fußwegs Teerhofinsel-Dänischburg über die Schwartau kurz vor der Einmündung in die Trave | |           |
| Fußwegbrücke über die Wakenitz                                     | BW 054 53° 50′ 28″ N, 10° 43′ 24″ O | 1959                                                      | Überführung des Drägerwegs über die Wakenitz | |           |
| Gehweg an DB-Brücke Genin                                          | BW 041 53° 50′ 43″ N, 10° 39′ 24″ O | 1962                                                      | Die Fußwegüberführung über die Trave wurde an die Ostseite der Eisenbahnbrücke Genin-Nord angesetzt, gilt jedoch dennoch als eigenständiges Bauwerk. Im Unterschied zur eigentlichen Eisenbahnbrücke befindet sie sich in städtischem Besitz. | |           |
| Gehwegbrücke Dornbreite                                            | BW 131 53° 52′ 22″ N, 10° 38′ 17″ O | 2024                                                      | Gehwegüberführung über den Flutgraben Der 1960 errichtete Vorgängerbau wurde aufgrund erheblicher Schäden im Februar 2024 abgebrochen. Die Fertigstellung des Ersatzbaus war für Ende März 2024 geplant, verzögerte sich aber wegen Lieferengpässen bis zum Juli 2024. | Erstbau von 1960 |           |
| Gehwegbrücke Gehweg "Israelsdorf" / B 75/                          | 2130876 (Keine städtische Lübecker Brücke, sondern vom Bund errichtet und unterhalten) 53° 53′ 36″ N, 10° 44′ 11″ O                          | 1965                                                      | Gehwegüberführung über die Travemünder Allee (B 75) bei Israelsdorf | |           |
| Gehwegbrücke Ivendorf                                              | BW 223 53° 56′ 15″ N, 10° 50′ 47″ O | 2005                                                      | Überführung des von Ivendorf zum Skandinavienkai führenden Gehwegs über die Bahnstrecke Lübeck-Travemünde. | |           |
| Gehwegbrücke Mori                                                  | BW 103 53° 52′ 47″ N, 10° 38′ 21″ O | 2023                                                      | Überführung des Gehwegs von Lübeck nach Stockelsdorf über den Landgraben nahe dem Gut Mori. Eine Überprüfung der Vorgängerbrücke von 1998 im Frühjahr 2023 hatte erhebliche Schäden am hölzernen Überbau und an der Gründung ergeben. Daraufhin war die Brücke ab 3. April abgebrochen und kurzfristig durch einen völligen Neubau ersetzt worden, dessen Freigabe für den Verkehr bereits Ende Mai erfolgte. Die offizielle Einweihungszeremonie jedoch fand erst am 7. August statt, da es Probleme bereitete, einen gemeinsamen Termin für alle Beteiligten zu finden. | 1921: Erstbau 1998: Neubau |           |
| Grünbrücke "Eidechsenquerung" / B 207 (BW 207.04a)/                | 2230895 (Keine städtische Lübecker Brücke, sondern vom Bund errichtet und unterhalten) 53° 47′ 19″ N, 10° 42′ 11″ O                          | 2007                                                      | Grünbrücke über die Bundesstraße 207 in Lübeck-Blankensee | |           |
| Holstenbrücke                                                      | BW 002 53° 51′ 59″ N, 10° 40′ 50″ O | 1854 (1934 verbreitert)                                   | | Vor 1216: Erstbau in unbekannter Ausführung 1320: Steinerner Neubau 1376: Möglicherweise neu errichtet oder erneuert 1500: Neubau 1516: Neubau Die 1516 errichtete Holstenbrücke um 1820 |           |
| Holstenhafenbrücke                                                 | BW 135 53° 52′ 11″ N, 10° 40′ 45″ O | 1994                                                      | Als direkte Fußgängerverbindung der Musik- und Kongresshalle Lübeck mit der Altstadt zeitgleich mit der Halle errichtet. | |           |
| Hubbrücke                                                          | BW 066 53° 52′ 30″ N, 10° 41′ 28″ O | 1900                                                      | | |           |
| Hüxtertoralleebrücke                                               | BW 008 53° 51′ 51″ N, 10° 41′ 52″ O | 1899                                                      | Überführung der Hüxtertorallee über den Dükerkanal, durch den die Wakenitz in den Krähenteich geleitet wird | |           |
| Hüxtertorbrücke                                                    | BW 007 53° 51′ 54″ N, 10° 41′ 43″ O | 1899                                                      | Überführung des Hüxterdamms über den Elbe-Lübeck-Kanal | |           |
| Josephinenstraßenbrücke I                                          | BW 044 53° 53′ 4″ N, 10° 41′ 9″ O | 1991                                                      | Überführung der Josephinenstraße über die Bahnstrecke der Vogelfluglinie | |           |
| Josephinenstraßenbrücke II                                         | BW 045 53° 53′ 3″ N, 10° 41′ 17″ O | 2019                                                      | Überführung der Josephinenstraße über die Gleisanlagen der Lübecker Hafenbahn | 1963: Erstbau |           |
| Karlstraßenbrücke                                                  | BW 028 53° 52′ 46″ N, 10° 40′ 58″ O | 1962                                                      | Straßenüberführung über die Gleise der Vogelfluglinie und der Hafenbahn | 1905: Erstbau Die 1905 errichtete erste Karlstraßenbrücke |           |
| Klughafenbrücke (Glitzerbrücke)                                    | BW 182 53° 52′ 8″ N, 10° 41′ 51″ O | 1994                                                      | Fußgängerbrücke über den Elbe-Lübeck-Kanal in Verlängerung der Glockengießerstraße | |           |
| Kreuzwegbrücke (B 104 / B 104 (B 75 alt) (Kreuzwegbrücke)/)        | 2130877 (Keine städtische Lübecker Brücke, sondern vom Bund errichtet und unterhalten) 53° 53′ 49″ N, 10° 44′ 57″ O                          | 1964                                                      | Überführung der Mecklenburger Straße (B 104) über die Travemünder Landstraße (B 75) im Rahmen des Abzweigs Lübeck-Israelsdorf. | |           |
| Kronsforder-Allee-Brücke                                           | BW 052 53° 50′ 33″ N, 10° 40′ 46″ O | 2007                                                      | Überführung der Kronsforder Allee über die Bahnstrecke Lübeck-Bad Kleinen | 1870: Erstbau |           |
| Lachswehrbrücke                                                    | BW 061 53° 51′ 25″ N, 10° 40′ 45″ O | 1968                                                      | Überführung der Lachswehrallee über den Stadtgraben | |           |
| La-Rochelle-Brücke                                                 | BW 218 53° 49′ 46″ N, 10° 41′ 23″ O | 2005                                                      | Überführung der Straße Bornkamp über die Bahnstrecke Lübeck–Lüneburg und die Bundesstraße 207. Benannt nach Lübecks Partnerstadt La Rochelle; einzige Straßenanbindung des Wohngebiets Bornkamp. | |           |
| Luisenbrücke                                                       | BW 022 53° 53′ 19″ N, 10° 42′ 34″ O | 1963                                                      | Überführung der Luisenstraße über die Strecke der Lübecker Hafenbahn zum Konstinkai. | 1923: Erstbau |           |
| Mankenbergbrücke                                                   | BW 043 53° 53′ 20″ N, 10° 41′ 19″ O | 1907                                                      | Fußgängerüberführung von der Havelstraße zur Posener Straße über die Gleise der Vogelfluglinie | |           |
| Marienbrücke                                                       | BW 024 53° 52′ 21″ N, 10° 40′ 37″ O | 1933                                                      | Überführung der Marienstraße über die Gleise der Vogelfluglinie und der Hafenbahn, den Stadtgraben und die Willy-Brandt-Allee | |           |
| Moltkebrücke                                                       | BW 004 53° 51′ 47″ N, 10° 42′ 15″ O | 1973                                                      | Überführung der Moltkestraße über die Wakenitz | 1894: Erstbau Die 1894 fertiggestellte erste Moltkebrücke |           |
| Mühlenbrücke                                                       | BW 016 53° 51′ 39″ N, 10° 41′ 23″ O | 1913                                                      | Überführung der Straße Mühlenbrücke über die Verbindung zwischen Krähenteich und Mühlenteich | |           |
| Mühlentorbrücke                                                    | BW 005 53° 51′ 33″ N, 10° 41′ 28″ O | 1898                                                      | Überführung der Straße Mühlenbrücke über den Elbe-Lübeck-Kanal | |           |
| Mühlentorbrücke, Bauteil Behelfsbrücke                             | BW 005 53° 51′ 34″ N, 10° 41′ 29″ O | 2023                                                      | Es ist vorgesehen, die marode Mühlentorbrücke grundlegend zu sanieren. Dazu wird eine vollständige Sperrung der Brücke erforderlich sein. Um während dieser Zeit den umfangreichen Fußgänger- und Radfahrerverkehr nicht über lange Umleitungen führen zu müssen, wurde hierfür neben der Mühlentorbrücke eine temporäre zusätzliche Überführung über den Elbe-Lübeck-Kanal errichtet. Sie gilt als Bauteil der bestehenden Mühlentorbrücke und hat deshalb keine eigene Bauwerksnummer zugeordnet erhalten. | |           |
| Nördliche Mühlendammbrücke                                         | BW 009 53° 51′ 35″ N, 10° 41′ 8″ O | 1886                                                      | Überführung des Mühlendamms über die nördliche Verbindung zwischen Krähenteich und Stadttrave | |           |
| Obere Lachswehrbrücke                                              | BW 038 53° 51′ 11″ N, 10° 40′ 25″ O | 1900                                                      | Fußwegüberführung über die Alte Trave | |           |
| Obertravebrücke                                                    | BW 225 53° 51′ 53″ N, 10° 40′ 50″ O | 2007                                                      | Fußwegüberführung über die Trave von der Obertrave aus | |           |
| Oderstraßenbrücke                                                  | BW 042 53° 53′ 28″ N, 10° 41′ 22″ O | 1992                                                      | Überführung der Oderstraße über die Bahnstrecke der Vogelfluglinie | |           |
| Possehlbrücke                                                      | BW 030 53° 51′ 20″ N, 10° 40′ 52″ O | 2019                                                      | Überführung der Possehlstraße über die Trave | Der 1956 errichtete Vorgängerbau wurde 2015 abgebrochen. |           |
| Puppenbrücke (Äußere Holstenbrücke)                                | BW 011 53° 51′ 58″ N, 10° 40′ 33″ O | 1907                                                      | | 1475: Erstbau 1747: Erster vollständiger Neubau 1772: Zweiter vollständiger Neubau 1776: Aufstellung der namengebenden Statuen |           |
| Rehderbrücke                                                       | BW 025 53° 51′ 49″ N, 10° 41′ 40″ O | 1936                                                      | Bis 1945 Horst-Wessel-Brücke | Straßenüberführung über den Elbe-Lübeck-Kanal |           |
| Roddenkoppelbrücke                                                 | BW 027 53° 52′ 33″ N, 10° 40′ 59″ O | 1891                                                      | Überführung der Hafenbahngleise über die ehemalige Tiefviehtrift | |           |
| Rohrbrücke Sandwich                                                | BW 148 53° 54′ 5″ N, 10° 47′ 33″ O | 1985                                                      | Überführung von Rohrleitungen über den Mühlenbach in Herrenwyk, die zugleich auch als Fußgängerbrücke für den Weg zwischen den Straßen Sandwich und Krummer Weg dient. | |           |
| Rothenhusener Brücke                                               | BW 036 53° 46′ 51″ N, 10° 45′ 58″ O | 1956                                                      | Überführung zur Insel Rothenhusen über einen Seitenarm der Wakenitz. Zwar befindet sich die Brücke auf dem Gebiet des Herzogtums Lauenburg, da aber Rothenhusen (wie auch die Wakenitz selber) Besitz der Stadt Lübeck ist, unterliegt die Brücke der Lübecker Zuständigkeit. | |           |
| Sandbergbrücke                                                     | BW 060 53° 53′ 5″ N, 10° 42′ 31″ O | 1964                                                      | Straßenüberführung über die Travemünder Allee als Kern eines mehrspurigen Kreuzungsbauwerks; wegen starker Schäden ist vorgesehen, die Sandbergbrücke durch einen Neubau zu ersetzen. | |           |
| Sankt-Lorenz-Brücke (Meierbrücke)                                  | BW 012 53° 51′ 56″ N, 10° 39′ 56″ O | 2008                                                      | Überführung der Meierstraße/Wisbystraße über die Gleisanlagen des Lübecker Hauptbahnhofs | Der 1907 errichtete Vorgängerbau wurde 2008 abgebrochen. |           |
| Schlachthofbrücke                                                  | BW 026 53° 52′ 32″ N, 10° 40′ 46″ O | 1938                                                      | Fußwegüberführung zwischen Katharinenstraße und dem ehemaligen Seegrenzschlachthof über die Bahnstrecke der Vogelfluglinie | |           |
| Stadtgrabenbrücke                                                  | BW 227 53° 52′ 6″ N, 10° 40′ 33″ O | 2025                                                      | Fuß- und Radwegüberführung von der Werner-Kock-Straße über den Stadtgraben zu den Parkplätzen der Musik- und Kongresshalle an der Willy-Brandt-Allee. | |           |
| Straßenbrücke B 75 / DB "Hafenverbindungsbahn"/                    | 2130873 (Keine städtische Lübecker Brücke, sondern vom Bund errichtet und unterhalten) 53° 53′ 10″ N, 10° 42′ 46″ O                          | 1979                                                      | Überführung der Travemünder Allee (B 75) über die Hafenbahnstrecke zum Konstinkai des Lübecker Hafens. | 1919: Erstbau |           |
| Straßenbrücke B 207 / DB/                                          | 2130896 (Keine städtische Lübecker Brücke, sondern vom Bund errichtet und unterhalten) 53° 50′ 33″ N, 10° 41′ 7″ O                           | 2001                                                      | Überführung der Bundesstraße 207 (Berliner Allee) über die Bahnstrecke Lübeck–Bad Kleinen. | |           |
| Straßenbrücke bei Vorrade                                          | BW 077 53° 48′ 49″ N, 10° 40′ 45″ O | 1976                                                      | Überführung der Straße Krog über den Niemarker Landgraben zwischen Vorrade und Wulfsdorf. | 1910: Erstbau |           |
| Straßenbrücke Brandenmühle                                         | BW 071 53° 49′ 45″ N, 10° 37′ 18″ O | 2024                                                      | Überführung der Straße Eckbusch über den Bach Grienau bei der Brandenmühle. Da sich Mauerwerk, Betonkonstruktion und Holzaufbauten der 1976 errichteten Brücke als schadhaft und nicht mehr tragfähig erwiesen hatten, erfolgte ab 10. August 2023 der Abbruch der Brücke, die durch einen kompletten Neubau ersetzt wurde. Um eine Renaturierung der Grienau zu ermöglichen, fiel dabei auch das in die Brückenkonstruktion integrierte Stauwehr fort, das bis in die 1970er Jahre für den Betrieb der damals noch bestehenden Mühle zum Einsatz kam. Nach mehrmonatigen Bauverzögerungen aufgrund unerwartet starker Niederschläge in den ersten Monaten des Jahres 2024 wurde die fertiggestellte Brücke am 26. September 2024 für den Verkehr freigegeben.          | Vor 1804: Erstbau 1877: Neubau 1976: Neubau Die Brandenmühle mit der 1877 erbauten Brücke im Jahre 1900 Die Brandenmühle mit der 1976 erbauten Brücke |           |
| Straßenbrücke Gem.Str. "Karkfeld" / A 20 (BW 2.03)/                | 2130881 (Keine städtische Lübecker Brücke, sondern vom Bund errichtet und unterhalten) 53° 48′ 2″ N, 10° 40′ 31″ O                           | 2003                                                      | Überführung der Straße Karkfeld über die Bundesautobahn 20. | |           |
| Straßenbrücke Gem.Str. "Oberbüssauer Weg" / A 20 (BW 1.09a)/       | 2129541 (Keine städtische Lübecker Brücke, sondern vom Bund errichtet und unterhalten) 53° 49′ 57″ N, 10° 37′ 32″ O                          | 1999                                                      | Überführung des Oberbüssauer Wegs über die Bundesautobahn 20. | |           |
| Straßenbrücke Genin I                                              | BW 050 53° 50′ 34″ N, 10° 39′ 28″ O | 2001                                                      | Überführung der Geniner Straße über die Bahnstrecken Lübeck-Lüneburg und Lübeck-Bad Kleinen | 1905: Erstbau Im Hintergrund rechts: Die Straßenbrücke Genin I |           |
| Straßenbrücke Genin II                                             | BW 051 53° 50′ 34″ N, 10° 39′ 23″ O | 2001                                                      | Überführung der Geniner Dorfstraße über die Bahnstrecke Lübeck-Hamburg | 1905: Erstbau Im Hintergrund links: Die Straßenbrücke Genin II |           |
| Straßenbrücke Herrenwyk                                            | BW 014 53° 54′ 8″ N, 10° 48′ 9″ O | 1906                                                      | Überführung der Hochofenstraße über das Hafenbahngleis zum Lehmannkai 3. | |           |
| Straßenbrücke Ivendorf                                             | BW 124 53° 55′ 59″ N, 10° 50′ 8″ O | 1981                                                      | Überführung der von der Travemünder Landstraße abzweigenden Zufahrt zur Bundesstraße 75 über die Travemünder Landstraße, die Bahnstrecke Lübeck-Travemünde und die Ivendorfer Landstraße. | |           |
| Straßenbrücke K 8 [HL] / B 207 und DB (BW 207.3)/                  | 2130887 (Keine städtische Lübecker Brücke, sondern vom Bund errichtet und unterhalten) 53° 48′ 15″ N, 10° 41′ 51″ O                          | 2007                                                      | Überführung der Blankenseer Straße am Flughafen Lübeck-Blankensee über die Bundesstraße 207 und die Bahnstrecke Lübeck–Lüneburg. Der Bau der neuen Trasse der B207 erforderte, den bis dahin an dieser Stelle existierenden Bahnübergang durch eine Brücke zu ersetzen. Vom Scheitelpunkt der Brücke führt ein Fahrstuhl auf den Bahnsteig des 2008 eröffneten Haltepunkts Lübeck Flughafen. | |           |
| Straßenbrücke K 11 [HL] "Schanzenbergweg" / A 20 (BW 2.04)/        | 2230880 (Keine städtische Lübecker Brücke, sondern vom Bund errichtet und unterhalten) 53° 47′ 18″ N, 10° 41′ 19″ O                          | 2003                                                      | Überführung des Schanzenbergwegs über die Bundesautobahn 20. | |           |
| Straßenbrücke K 11 [HL] "Schanzenbergweg" / B 207 + DB/(BW 207.04) | 2230894 (Keine städtische Lübecker Brücke, sondern vom Bund errichtet und unterhalten) 53° 47′ 35″ N, 10° 42′ 4″ O                           | 2006                                                      | Überführung des Schanzenbergwegs über die Bundesstraße 207 und die Bahnstrecke Lübeck–Lüneburg. | |           |
| Straßenbrücke K 13 [HL] / A 1 [AS Lübeck-Moisling] (BW 61)/        | 2129510 (Keine städtische Lübecker Brücke, sondern vom Bund errichtet und unterhalten) 53° 51′ 47″ N, 10° 37′ 25″ O                          | 1967                                                      | Überführung des Padelügger Wegs über die Bundesautobahn 1 im Rahmen der Anschlussstelle Lübeck-Moisling | |           |
| Straßenbrücke K 27 [HL] "Vorwerker Str." / A 1 (BW 67)/            | 2030501 (Keine städtische Lübecker Brücke, sondern vom Bund errichtet und unterhalten) 53° 53′ 58″ N, 10° 40′ 44″ O                          | 1971                                                      | Überführung der Vorwerker Straße über die Bundesautobahn 1 | |           |
| Straßenbrücke L 92 / A 20 (BW 1.13)                                | 2129545 (Keine städtische Lübecker Brücke, sondern vom Bund errichtet und unterhalten) 53° 49′ 34″ N, 10° 39′ 18″ O                          | 2003                                                      | Überführung der Kronsforder Landstraße über die Bundesautobahn 20 | |           |
| Straßenbrücke Moisling                                             | BW 019 53° 50′ 50″ N, 10° 38′ 30″ O | 1995                                                      | Straßenüberführung über die Trave in Moisling | 1783: Erstbau 1806: Während der Schlacht bei Lübeck von preußischen Truppen zum Teil abgebrochen und anschließend wieder aufgebaut; 1813 wurde diese Brücke von der französischen Besatzungsmacht zerstört. 1814: Neubau 1875: Neubau 1913: Verlauf der Straßen Moislinger Berg / Moislinger Baum begradigt und die erforderliche neue Brücke etwa 30 m flussabwärts verlegt. Die Moislinger Brücke im Jahre 1900 |           |
| Straßenbrücke Reecke                                               | BW 018 53° 50′ 12″ N, 10° 34′ 44″ O | 2015                                                      | Überführung des Ziegeleiwegs über die Trave. Die altersschwache Brücke von 1954 wurde im Januar 2013 zunächst vollständig gesperrt und Anfang September 2014 abgebrochen, und gemäß den ursprünglichen Planungen war aus Kostengründen kein Ersatzbau vorgesehen. Damit jedoch wäre die direkte Verbindung zwischen dem Lübecker Stadtteil Reecke und der Bundesstraße 75 im Ort Hamberge auf der gegenüberliegenden Seite der Trave verlorengegangen; Reecke wäre nur noch über schmale, verschlungen verlaufende Wege erreichbar gewesen. Im Oktober 2013 schließlich wurden die Planungen geändert und ein Neubau beschlossen, der Ende 2014 fertiggestellt sein sollte. Aufgrund mehrerer Verzögerungen beim Bau erfolgte die Freigabe aber erst im September 2015. | 1911: Erstbau 1954: Neubau (2014 abgebrochen) |           |
| Straßenbrücke Rondeshagen                                          | BW 123 53° 46′ 8″ N, 10° 37′ 57″ O | 1984                                                      | Überführung des Rondeshagener Wegs über den Kastorfer Grenzbach | |           |
| Straßenbrücke Schlutup                                             | BW 015 53° 53′ 2″ N, 10° 47′ 8″ O | 1907                                                      | Überführung der Wesloer Straße über das von der Bahnstrecke Lübeck–Lübeck-Schlutup abzweigende Hafenbahngleis zum Terminal Schlutup des Lübecker Hafens. | |           |
| Straßenbrücke Schwartauer Allee                                    | BW 017 53° 52′ 52″ N, 10° 40′ 41″ O | 1913                                                      | Überführung der Schwartauer Allee über eine nicht mehr bestehende Strecke der Hafenbahn | |           |
| Straßenbrücke Siems                                                | BW 013 53° 54′ 12″ N, 10° 46′ 30″ O | 1906                                                      | Überführung der Straße Unter der Herrenbrücke über das Hafenbahngleis zum Seelandkai und den Hafenanlagen der Lehmann-Gruppe. | |           |
| Straßenbrückenanlage Genin                                         | WADABA-Identnummer 5122128001 (Keine städtische Lübecker Brücke, sondern von der WSV errichtet und unterhalten) 53° 50′ 37″ N, 10° 38′ 44″ O | 1991                                                      | Überführung der Stecknitzstraße über den Elbe-Lübeck-Kanal in Genin | 1899: Erstbau Die erste Geniner Kanalbrücke |           |
| Straßenbrückenanlage Kronsforde                                    | WADABA-Identnummer 5122128005 (Keine städtische Lübecker Brücke, sondern von der WSV errichtet und unterhalten) 53° 48′ 19″ N, 10° 37′ 33″ O | 1998                                                      | Überführung der Kronsforder Landstraße über den Elbe-Lübeck-Kanal in Kronsforde | 1900: Erstbau |           |
| Straßenbrückenanlage Krummesse                                     | WADABA-Identnummer 5122328006 (Keine städtische Lübecker Brücke, sondern von der WSV errichtet und unterhalten) 53° 46′ 50″ N, 10° 38′ 16″ O | 2008                                                      | Überführung der Niedernstraße über den Elbe-Lübeck-Kanal in Krummesse | 1900: Erstbau, 2006 abgebrochen Informationstafel zur alten Brücke von 1900 |           |
| Straßenbrückenanlage über die Schleuse Büssau                      | WADABA-Identnummer 5122128006 (Keine städtische Lübecker Brücke, sondern von der WSV errichtet und unterhalten) 53° 49′ 1″ N, 10° 37′ 27″ O  | 2019                                                      | Überführung der Schleusenstraße über den Elbe-Lübeck-Kanal im Lübecker Ortsteil Büssau. | 1900: Erstbau, 2018 abgebrochen Informationstafel zur alten Büssauer Kanalbrücke von 1900 |           |
| Südliche Mühlendammbrücke                                          | BW 010 53° 51′ 32″ N, 10° 41′ 11″ O | 1887                                                      | Überführung des Mühlendamms über die südliche Verbindung zwischen Krähenteich und Stadttrave | |           |
| Treidelwegbrücke                                                   | BW 100 53° 50′ 46″ N, 10° 39′ 6″ O | 1898 (2022/23 umfassend erneuert)                         | Überführung des Stormarnwegs über die Trave bei ihrer Einmündung in den Elbe-Lübeck-Kanal | |           |
| Tremsbachbrücke                                                    | BW 055 53° 54′ 5″ N, 10° 41′ 34″ O | 1900 (1964 instand gesetzt)                               | Überführung des Fußwegs Nordlandkai-Teerhofinsel über den Mühlenbach (alter Name: Tremser Bach), der den Tremser Teich mit der Trave verbindet | |           |
| Überführungsanlage im Zuge des Betriebsweges Grienau               | WADABA-Identnummer 1322128001 (Keine städtische Lübecker Brücke, sondern von der WSV errichtet und unterhalten) 53° 49′ 33″ N, 10° 38′ 8″ O  | 1996                                                      | Überführung des Betriebswegs entlang des Elbe-Lübeck-Kanals über die Grienau unmittelbar vor deren Einmündung in den Kanal. | |           |
| Untere Lachswehrbrücke                                             | BW 037 53° 51′ 23″ N, 10° 40′ 42″ O | 1900                                                      | Fußwegüberführung über die Alte Trave | |           |
| Vorwerker Brücke (Gehweg "Falkenfeld" / A 1 (BW 66a)/)             | 2130870 (Keine städtische Lübecker Brücke, sondern vom Bund errichtet und unterhalten) 53° 53′ 32″ N, 10° 40′ 14″ O                          | 1970 (2015 mit einem neuen Überbau versehen)              | Fußwegüberführung über die Bundesautobahn 1 | |           |
| Wakenitzbrücke                                                     | BW 063 53° 51′ 13″ N, 10° 42′ 14″ O | 1969                                                      | Überführung der Wallbrechtstraße über die Wakenitz und die Ratzeburger Allee | |           |
| Wakenitzufer-Brücke                                                | BW 035 53° 51′ 51″ N, 10° 42′ 10″ O | 1960                                                      | Überführung der Straße Wakenitzufer über den Dükerkanal, durch den die Wakenitz in den Krähenteich geleitet wird | |           |
| Wallbrücke                                                         | BW 001 53° 51′ 42″ N, 10° 40′ 45″ O | 1850                                                      | Älteste bestehende Brücke Lübecks. Ursprünglich als Eisenbahnbrücke der Lübeck-Büchener Eisenbahn errichtet; auf der ehemaligen Bahntrasse verläuft heute die Possehlstraße über eine Verbindung zwischen Trave und Stadtgraben. | |           |
| Wesloer Brücke                                                     | BW 021 53° 52′ 17″ N, 10° 44′ 21″ O | 2013                                                      | Überführung der Wesloer Landstraße über die Strecke der Lübecker Hafenbahn zum Konstinkai. | 1919: Erstbau in Holzbauweise 1955: Neubau, 2012 abgebrochen |           |
| Wielandbrücke                                                      | BW 031 53° 51′ 34″ N, 10° 40′ 44″ O | 1920                                                      | Fußgängerüberführung über den Stadtgraben von der Possehlstraße zur Wielandstraße | 1878: Erstbau |           |
| Wipperbrücke                                                       | BW 023 53° 51′ 30″ N, 10° 41′ 7″ O | 1931 (1963 aufgrund von Kriegsschäden umfassend erneuert) | Überführung der Wallstraße über die Trave | 1644: Erstbau als hölzerne Zugbrücke 1818: Neubau als feste Holzbrücke 1880: Neubau in Holzbauweise Die 1880 errichtete Wipperbrücke |           |
| Wirtschaftswegbrücke Wi-Weg / B 207 und DB (BW 207.02a)/           | 2130886 (Keine städtische Lübecker Brücke, sondern vom Bund errichtet und unterhalten) 53° 48′ 53″ N, 10° 41′ 40″ O                          | 2007                                                      | Überführung des Wirtschaftswegs Im Trentsaal über die Bundesautobahn 20 und die Bahnstrecke Lübeck-Lüneburg | |           |
| Wirtschaftswegbrücke Wi-Weg "Raabrede" / A 20 (BW 2.01)/           | 2129546 (Keine städtische Lübecker Brücke, sondern vom Bund errichtet und unterhalten) 53° 48′ 58″ N, 10° 39′ 47″ O                          | 2002                                                      | Überführung des Wirtschaftswegs Raabrede über die Bundesautobahn 20 | |           |